# Saint-Jeannet (Alpes Marítimos)
Saint-Jeannet é uma comuna francesa na região administrativa da Provença-Alpes-Costa Azul, no departamento Alpes Marítimos. Estende-se por uma área de 14,58 km², com 3 594 habitantes, segundo os censos de 1999, com uma densidade de 246 hab/km².